# União das Freguesias de Geraz do Lima (Santa Maria, Santa Leocádia e Moreira) e Deão
Die União das Freguesias de Geraz do Lima (Santa Maria, Santa Leocádia e Moreira) e Deão ist eine portugiesische Gemeinde (Freguesia) im Kreis (Concelho) Viana do Castelo im Nordwesten Portugals.

## Geschichte
Die Gemeinde entstand im Zuge der Gebietsreform vom 29. September 2013 durch die Zusammenlegung der ehemaligen Gemeinden Santa Maria de Geraz do Lima, Santa Leocádia de Geraz do Lima, Moreira de Geraz do Lima und Deão. Geraz do Lima (Santa Maria) wurde Sitz der neuen Verwaltung.

## Demographie
| Freguesia | Freguesia            | Freguesia | Freguesia       | ehemalige Freguesias            | ehemalige Freguesias         | ehemalige Freguesias | ehemalige Freguesias |
| --------- | -------------------- | --------- | --------------- | ------------------------------- | ---------------------------- | -------------------- | -------------------- |
| Wappen    | Freguesia            | Einwohner | Fläche in (km²) | Wappen                          | Freguesia                    | Einwohner            | Fläche in (km²)      |
|           | Geraz do Lima e Deão | 3044      | 19,06           |                                 | Santa Maria de Geraz do Lima | 873                  | 3,9                  |
|           | Geraz do Lima e Deão | 3044      | 19,06           | Santa Leocádia de Geraz do Lima | 913                          | 8,28                 |                      |
|           | Geraz do Lima e Deão | 3044      | 19,06           | Moreira de Geraz do Lima        | 597                          | 3,5                  |                      |
|           | Geraz do Lima e Deão | 3044      | 19,06           | Deão                            | 951                          | 3,37                 |                      |